# Баска Розилеј (Бузау)
Баска Розилеј (рум. Bâsca Rozilei) насеље је у Румунији у округу Бузау у општини Нехоју. Oпштина се налази на надморској висини од 428 m.

## Становништво
Према подацима из 2002. године у насељу је живело 1428 становника, од којих су сви румунске националности.